# Acrometa pseudorobusta
Genre
Synonymes
- Eogonatium robustum Petrunkevitch, 1946

Acrometa pseudorobusta est une espèce fossile d'araignées aranéomorphes de la famille des Synotaxidae.

## Distribution
Cette espèce a été découverte en Russie dans de l'ambre de la mer Baltique. Elle date du Paléogène.

## Description
La femelle holotype mesure 3,2 mm.

## Systématique et taxinomie
Cette espèce a été décrite sous le nom Eogonatium robustum par Petrunkevitch en 1946. Elle est placée dans le genre Acrometa par Wunderlich en 1986, le nom Acrometa robusta Petrunkevitch, 1946 étant préoccupé par Acrometa robusta (Petrunkevitch, 1942), elle est renommée Acrometa pseudorobusta par Dunlop et Jekel en 2009.

## Publications originales
- Dunlop & Jekel, 2009 : « Nomenclatural notes on fossil spiders », Bulletin of the British arachnological Society, vol. 14, no 9, p. 357–360 (texte intégral).
- Petrunkevitch, 1946 : « Fossil spiders in the collection of the American Museum of Natural History », American Museum Novitates, no 1328, p. 1-36 (texte intégral).